# Mesopotamia (Grecia)
Mesopotamia (in greco Μεσοποταμία?; in macedone Четирок?, Četirok) è un ex comune della Grecia nella periferia della Macedonia occidentale di 4.100 abitanti secondo i dati del censimento 2001.
È stato soppresso a seguito della riforma amministrativa detta Programma Callicrate in vigore dal gennaio 2011 ed è ora compreso nel comune di Kastoria.